# Taphophilie

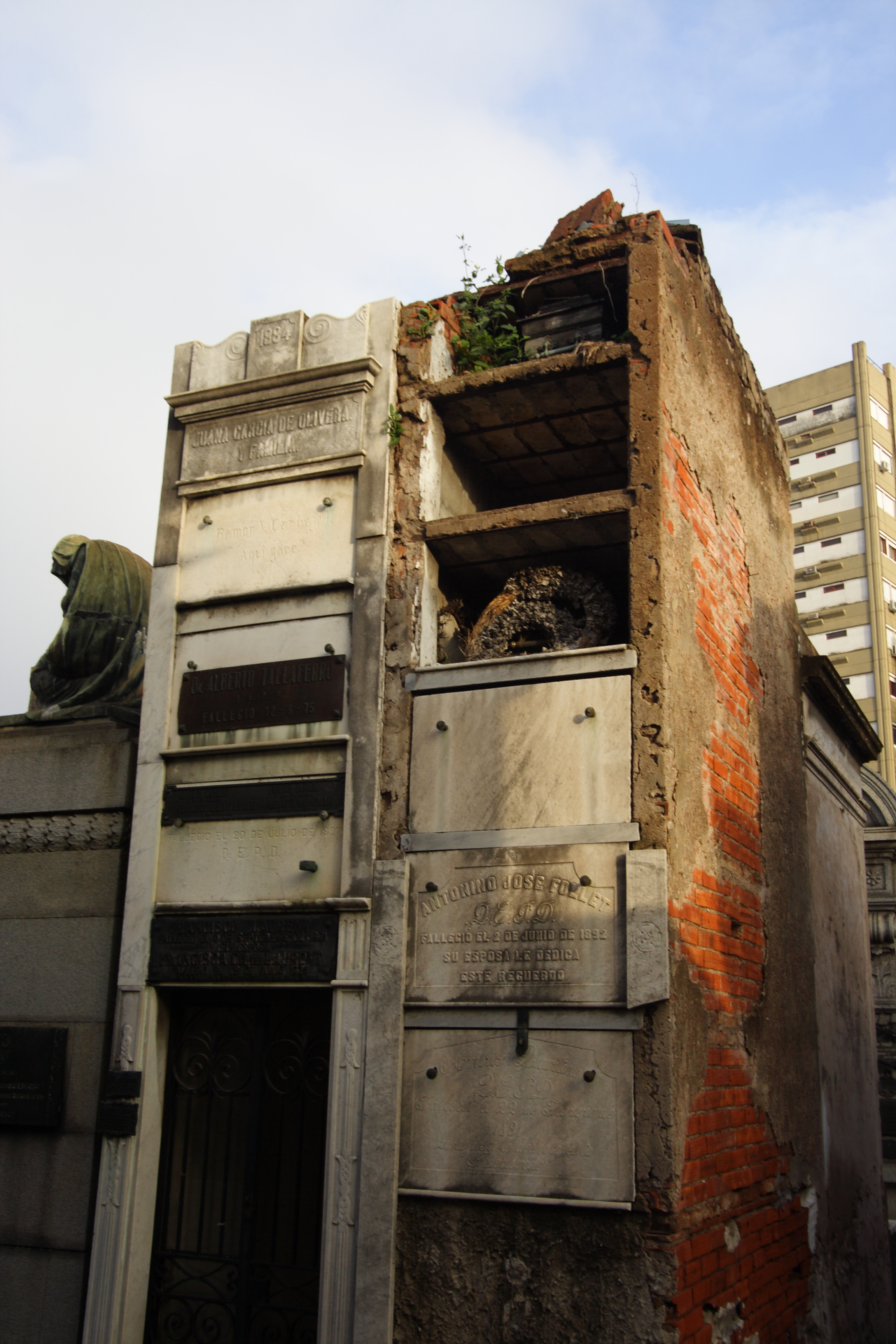
Un aspect du cimetière de Recoleta à Buenos Aires.

La taphophilie est une passion ou un intérêt prononcé pour les cimetières, qui peut déboucher sur une forme de tourisme spécialisé.

## Définition
Le terme « taphophilie » (/tafofili/) est construit sur les formants grecs τάφος (táphos : « tombe, sépulture ») et φιλία (philie : « amour »).
La taphophilie, littéralement « passion des tombes », recouvre la contemplation, la photographie, l’étude historique, symbolique, sociologique ou esthétique des épitaphes, sculptures, tombeaux et autres monuments et objets visibles dans les lieux d'inhumation, ainsi que l'histoire des décès et enterrements des personnalités. On doit y adjoindre le souci de connaissance et de préservation du patrimoine funéraire (recensement, restaurations, visites guidées, expositions, etc.) qui anime un certain nombre d’associations locales . Cet ensemble de pratiques et de préoccupations est le fait d'historiens, d'artistes ou d'amateurs passionnés, et peut donner lieu à des publications, livresques ou en ligne (voir par exemple les liens externes mentionnés ci-dessous).
Le cimetière central de Vienne, le cimetière de Recoleta à Buenos Aires ou le cimetière du Père-Lachaise à Paris, entre autres, sont célèbres pour leur intérêt taphophilique, et attirent un grand nombre de visiteurs.

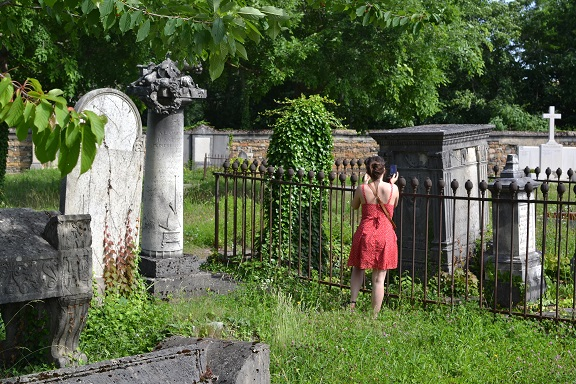
Taphophilie au cimetière de Loyasse à Lyon.

Un autre aspect de l'activité taphophilique consiste à répertorier et entretenir les sépultures des combattants morts pour la patrie et les monuments commémoratifs qui leur sont dédiés. C'est notamment la mission de l'association Le Souvenir français depuis 1887, ou de son équivalent allemand, le Volksbund Deutsche Kriegsgräberfürsorge.
D'autre part, des généalogistes amateurs s'inscrivent également dans la démarche pour chercher ou vérifier in situ les données d'état civil de leurs ancêtres.

## Histoire
Depuis des siècles, les croyants entreprennent des pèlerinages vers les sépultures des chefs religieux, souvent associées à des icônes ou des reliques. En Occident, c'était déjà une pratique commune au Moyen Âge, pour aller vénérer les tombes et les sanctuaires des saints. En Chine, la tradition du culte des ancêtres implique également la visite des sépultures, des morts de la famille cette fois.
Au XIXe siècle, des cimetières paysagés commencent à apparaître et encouragent les visiteurs à s'attarder pour explorer le cimetière. L'un des plus connus est le cimetière du Père-Lachaise à Paris, qui continue à encourager les touristes à la visite des nombreuses œuvres d'art funéraire liées à la présence de défunts illustres ou fortunés.
Les inscriptions funéraires sur les tombes sont également depuis longtemps le centre d'intérêt de nombreux généalogistes, pour vérifier ou compléter les éléments généalogiques issues des registres d'état civil. Un cas particulier de l'intérêt pour les inscriptions et gravures funéraires est la pratique du transfert sur papier par estampage, pour conservation et étude ultérieure.
En France, le Printemps des cimetières propose tous les ans au mois de mai depuis 2016 un week-end d'animations de sensibilisation au patrimoine funéraire et à la richesse architecturale, symbolique et naturelle des lieux d'inhumation.